# NGC 5004A
NGC 5004A (другие обозначения — UGC 8260, MCG 5-31-149, ZWG 160.157, PGC 45756) — линзообразная галактика (S0) в созвездии Волосы Вероники.
Этот объект входит в число перечисленных в оригинальной редакции «Нового общего каталога».
В галактике вспыхнула сверхновая SN 1976A. Её пиковая видимая звёздная величина составила 16,5.